# Mohammed Omar
Il mullah Mohammed ʿOmar (in lingua pashtu, scritta in caratteri arabi: ملا محمد عمر, traslitterato mlā' mḥmd 'mr, conosciuto comunemente come Mullah ʿOmar; Nodeh, 18 maggio 1959 – Karachi, 23 aprile 2013) è stato un generale e politico afghano, guida suprema dei talebani. È stato Emiro dell'Emirato Islamico dell'Afghanistan dal 1996 al 2001.
'Omar era sulla lista dei ricercati da parte del Dipartimento di Stato statunitense in seno al "Rewards for Justice" avendo ospitato Osama bin Laden e i miliziani di al-Qaeda nel periodo precedente l'attacco dell'11 settembre alle Torri Gemelle di New York.

## Biografia
ʿOmar apparteneva al gruppo etnico pashtun. Figlio di braccianti, è cresciuto tra le capanne del villaggio di Singesar, dove non esistevano scuole e le donne dovevano abbigliarsi velate (secondo altri verrebbe invece da Nodeh), presso Kandahar. Perse il padre da giovane ed ebbe la responsabilità di mandare avanti la famiglia. Era sposato con tre mogli, dalle quali ha avuto sei figli.

### Invasione sovietica e radicalizzazione
Ha combattuto nella fazione dei mujaheddin anti-sovietici Harakat-i Inqilab-i Islami (Movimento rivoluzionario islamico). ʿOmar venne ferito per quattro volte e in una di queste occasioni perse l'occhio destro a causa di un proiettile. La leggenda vuole che, appena ferito, ʿOmar si sia cavato da solo l'occhio ricucendo le palpebre. Secondo fonti della Croce Rossa, l'occhio fu asportato chirurgicamente.
È possibile che abbia iniziato a studiare e insegnare in una madrasa della città di Quetta dopo essere stato dimesso dall'intervento. È certo che egli è stato un mullah in una madrasa di un villaggio nei pressi della città di Kandahar.

### Dopo il 1989
In seguito alla ritirata dei sovietici dall'Afghanistan avvenuta nel 1989 e alla caduta del regime comunista di Kabul, nel 1992, il paese cadde in uno stato di caos, preda delle fazioni di mujaheddin che entrarono in lotta per il potere. ʿOmar si pose a capo di un gruppo di afghani, poi denominati talebani (studenti). I suoi soldati venivano dalle scuole coraniche dell'Afghanistan e dai campi profughi che si trovavano lungo il confine con il Pakistan. Combatterono contro la corruzione dilagante emersa in questo periodo di guerra civile e furono ben accolti dagli afghani stanchi, vessati dai signori della guerra.
Il suo movimento acquistò forza durante quell'anno e arruolò velocemente reclute dalle scuole islamiche. Nel novembre 1994 il movimento di ʿOmar riuscì a conquistare la provincia di Kandahar.
I talebani attaccarono per primo Gulbuddin Hekmatyar, che era già impegnato a bombardare Kabul, controllata da Ahmad Shah Massoud. Trovandosi tra due fuochi, Hekmatyar fuggì dopo che il suo quartier generale (Charasyab) venne conquistato dai talebani. A questo punto ʿOmar fece aprire le strade che portavano a Kabul, in modo da dare respiro alla popolazione stremata da mesi d'assedio (che aveva provocato oltre diecimila morti). Questa mossa aumentò ulteriormente la popolarità dei Talebani. Massoud, che occupava Kabul, per essere più sicuro attaccò gli Hazara che occupavano i sobborghi sud della città e li sottomise. Ma questi cedettero le loro armi pesanti ai talebani. Tuttavia questa alleanza durò pochissimo: Abdul Aki, capo degli Hazara, morì in un incidente su un elicottero. I suoi uomini ritennero responsabili i soldati di ʿOmar.
I talebani occuparono la zona sud di Kabul, ma Massoud, eccellente stratega, riuscì a spingerli in campo aperto e li sconfisse duramente. Allora ripiegarono su Herat, occupata da un altro signore della guerra, Ismail Khan. Questo, indebolito dalla corruzione dei suoi uomini, venne sconfitto e fuggì in Iran. Riprese anche l'offensiva su Kabul, con la presa della città di Jalalabad. Kabul cadde in mano talebana il 26 settembre del 1996. Abdul Rashid Dostum, uno dei quattro signori della guerra, fuggì in Uzbekistan. Massoud si arroccò nel Panshir e venne ucciso in un attentato prima dell'attacco alle Torri Gemelle.

### Leader dei talebani
Il 4 aprile 1996 i sostenitori del mullah ʿOmar lo acclamano con il titolo di Amīr al-Muʾminīn (أمير المؤمنين, "comandante dei credenti") - titolo usato storicamente per i califfi - dopo che egli davanti alla folla di mullah dal tetto di un palazzo aveva indossato il mantello (burda) del profeta Maometto, esposto in rare occasioni, l'ultima nel 1935, che si trovava nel Santuario del Mantello, uno dei luoghi di culto più importanti dell'Afghanistan a Kandahar. Con questa esibizione si arroga il diritto di guidare non solo gli afgani ma tutti i musulmani . Questo titolo gli fornirà una legittimazione mistica di superiorità sugli altri leader, che si manifesterà con la sua politica intransigente e la sua vita appartata.
ʿOmar rinominò l'Afghanistan come Emirato Islamico dell'Afghanistan nell'ottobre 1997. Nonostante questo il mullah ʿOmar non si trasferì a Kabul. Infatti, visitò Kabul solo due volte durante il regime talebano che durò dal 1996 al 2001. ʿOmar governò ritirato nella sua base di Kandahar.
Sotto il mullah ʿOmar le autorità talebane applicarono la shari'a, la legge islamica con un'interpretazione singolare e estrema mai applicata altrove. Alle donne non fu concesso lavorare, eccetto che nella cura della salute, o frequentare scuole. Fu applicata un'interpretazione radicale del codice del vestiario islamico: le donne potevano uscire di casa solo se coperte da un burqa. Gli uomini erano obbligati a lasciarsi crescere la barba e ad evitare vestiti o acconciature in stile occidentale. I cinema furono chiusi e la musica vietata. Il furto veniva punito con l'amputazione di una mano, lo stupro e l'omicidio con la pubblica esecuzione. Gli adulteri venivano lapidati. A Kabul le pene venivano eseguite di fronte alla folla in quello che era stato lo stadio di calcio della città.
Allo stesso tempo, bandì formalmente la coltivazione del papavero da oppio dall'Afghanistan.

### Dopo il 2001
Da quando nel 2001 è iniziata la guerra all'Afghanistan, ʿOmar mantiene dalla clandestinità il ruolo di capo della resistenza. Gli Stati Uniti offrono 10 milioni di dollari di ricompensa per informazioni che aiutino a catturarlo e di 25 milioni per la sua cattura.
Il 23 maggio 2011 la televisione afghana Tolo tv, basandosi su fonti anonime, ha erroneamente annunciato l'uccisione del Mullah in Pakistan due giorni prima, notizia successivamente smentita dai portavoce dei talebani, i quali hanno ribadito come egli si trovi in Afghanistan e continui a guidare la resistenza.

### Morte
Il 29 luglio 2015 fonti vicine ai vertici della sicurezza afghana hanno confermato la morte del Mullah ʿOmar. Secondo tali fonti, poi confermate dai talebani stessi, il mullah è morto per tubercolosi nell'aprile del 2013.